# Edmond Jean François Barbier
Edmond Jean François Barbier (Parigi, 16 gennaio 1689 – Parigi, 29 gennaio 1771) è stato un giurista e scrittore francese.

## Biografia
Nato a Parigi nel 1689, sotto il regno di Luigi XIV, fu giureconsulto del Parlamento di Parigi. Fu anche un memorialista, avendo lasciato un interessante diario scritto nel corso del regno del re di Francia Luigi XV.